# Stefan Skoumal
Stefan Skoumal (29. listopadu 1909 – 28. listopadu 1983) byl rakouský fotbalista, který později reprezentoval Německo. Za rakouskou reprezentaci odehrál v letech 1934–1935 celkem 4 zápasy. Po zabrání Rakouska hrál za Německo. Za Německo odehrál jeden zápas na Mistrovství světa ve fotbale 1938.